# 所印の車はえらい
『所印の車はえらい』（まるとこじるしのくるまはえらい）は、1990年4月～1992年3月にTBSで放送された深夜番組。
正式表記では「所」の部分が丸囲み文字である。

## 放送内容
- 毎週のテーマに沿った車やバイクを集結させ、1組のゲストを招いて所が車の解説や参加者にインタビューをしながら進行していく。車種は、新旧アメリカ車　やカスタムカーが中心である。また、視聴者参加募集をしたり、紹介した車の購入権を視聴者に与えたりした視聴者参加番組でもあった。
- 司会は所ジョージ。
- オールロケ収録。
- 制作会社は、IVSテレビ制作。

### 視聴者が参加した番組
- 車お見立て大会
  - 欲しい車を取り揃え、購入を決定する。
- 0-200m大会
  - 愛車およびショップの速い車で、タイムを競う。
- ジムカーナ大会
  - 上に同じ。
- 外車娘
  - 外車に乗っている女の子が愛車と参加する。
- 彼女募集
  - 恋人がいない男が愛車と共に参加し、恋人募集アピールを行う。
  - これに、40人ほどの女の子が採点するパターンもある。

### インタビュー
- ゲストにミニインタビューを行う。

## エピソード
- 0-200m大会で、ロータリーエンジンに換装したマツダ・シャンテが連続15台抜きを行った。アメリカンマッスルカーを愛する所は、軽自動車であるシャンテが勝ち続けることを冗句で忌み嫌っていたが、その凄さを評価した。
- アルファロメオ・SZを試乗した際、所が「俺はアルファ好きではないがこれは良い」と評価したが、そのアクの強いスタイルに「ただ形がねえ」とオーナーに言ったところ、「乗ってりゃ見えませんから」とオーナーに返されていた。それに対し、所は「これくらいトボけてないとザガートのオーナーにはなれません」とオーナーをも評価していた。
- 後に女優・振付師として活動する竹中夏海が両親と共に出演したことがあり、まだ幼かった竹中は「目の前にいる所さんが偽者じゃないか」と疑心暗鬼したため、視聴していた親戚からは一笑に付されたという[1]。
- バレンタインデー大会に加藤鷹がビデオPRのため参加した。アピールタイムがわずか1秒と判定されてしまったが、発した言葉は「好きなタイプはきんさんぎんさん」。
- 「ねるとん紅鯨団」に所がゲスト出演した回の車大会に出場した男性が同じ車で出演したことがあった。
- 当時この番組を演出していたテリー伊藤が所有するサーブ・900について、所は「カマボコをスライスしたみたいでカッコ悪い」として嫌っていた。
- 外車オーナーの銀座のホステスが登場した際「貧乏は敵だ!」「貧乏人は大嫌い!」と言った反面「お店にはハゲか金歯しか来ない」と毒舌の連続で爆笑を誘っていた。
- 無職の旅人やショップ関係者など、常連の参加者が多く存在した。
- 本番組の特別版としてオールスターキャノンボール大会が正月に放送された。
- コポルシェ360をプレゼントした。
  - コポルシェとは、所がスバル360をポルシェ風に改造した車。普通に旅行しようと思しき応募者がいたため、「ばあちゃんだと思って」（いい所もあるけれど、車としてはなんとか走れる状態という意味）とのコメントを寄せて再応募した。その後、放置車両となっていたようだが2007年時点のオーナーの下でレストアされている。
- ボディがえんじ色の車の事を、所は「鼻血が固まった色」として馬鹿にしていた。
- 肥後克広 (ダチョウ倶楽部) は1991年にゲスト出演し、当番組の企画で1986年式ビュイック・パークアベニューを150万円で購入するが、その２年後の1993年、同局の番組『王道バラエティ つかみはOK!』でオープンカーに改造され、爆破された。

## テーマソング

### オープニングテーマ
- 「火の玉シェビー」The MoonDogs
- 「FADED BLUE NIGHT」STRAWBERRY FIELDS

### 挿入歌
- 「ハイになりましょう」ブラボー
- 「Rock'in ルート16」HOT LEGS

### エンディングテーマ
- 「ルーレット」真璃子
- 「Teen Age Girl」Sepia'n Roses

## スタッフ
- 構成：田中直人、青島正典
- 技術：八峯テレビ
  - CAM (撮影)：元木宏、山田みつひろ【週替り】
  - VE (映像調整)：菅原潤、大高浩、稲垣一幸、吉本勝弘【週替り】
  - AUD (音声)：木俣洋一 / 倉上宏之、藤田洋幸、小沢成人【週替り】(ブル)
  - LD (照明)：金沢利徳、吉川知孝 (彩光) / 弓削和幸 (テレテック)【週替り】
- 美術：テレフィット 鈴鹿博、畠田かずよし、

高木重因、福田敦司、田中しおり【週替り】
- 編集：TDKビデオセンター 渡辺正宏
- 音効：金子喜久夫
- ディレクター：杉山和典、纐纈勇人、山本おさむ、星野直美
- 演出：伊藤輝夫
- プロデューサー：長尾忠彦、木藤憲治 → 宮崎敏夫 → 後藤喜男 (以上IVSテレビ) / (以下LOCOMOTION) 原田政彦、HIROSHI SHIGEKAWA
- 製作：TBS、IVSテレビ制作 / LOCOMOTION